# Melloblocco
Il Melloblocco è un raduno internazionale di bouldering che si svolge annualmente in Val Masino e Val di Mello (dal 2004 al 2017 e dal 2023 in poi). L'evento è di notevole importanza mediatica per questa disciplina. La qualità della caratteristica roccia della valle, l'immenso numero di blocchi arrampicabili e la costante partecipazione dei più famosi climber professionisti e di sponsor internazionali garantiscono ogni anno un notevole incremento di partecipanti e di attività offerte.
L'edizione 2016, la tredicesima, grazie al clima favorevole e al massiccio interesse mediatico dell'anno precedente, ha raggiunto la cifra record di 3000 iscritti e più di 8000 partecipanti da 22 nazioni diverse, battezzandolo di fatto come il più importante raduno di bouldering al mondo. Il raduno solitamente si svolge il primo weekend di maggio e dura quattro giorni. I passaggi sono tracciati nei tre-quattro mesi che precedono il raduno da Simone Pedeferri, arrampicatore del gruppo Ragni della Grignetta, internazionalmente noti come Ragni di Lecco.

## Gara
I boulder sono di varia difficoltà, ma solo i più difficili, contrassegnati sulla mappa da lettere, solitamente dodici (M-X) per gli uomini e altrettanti (A-L) per le donne, sono conteggiati per il montepremi. Durante tutta la manifestazione dei giudici designati presiedono ad ogni blocco a montepremi nella valle e constatano l'effettiva risoluzione del blocco, anche tramite video registrati dai partecipanti. L'ultimo giorno vengono premiati gli atleti che sono riusciti a salire il maggior numero degli otto boulder-gara nei giorni del raduno.
Dall'edizione 2016, sono state aggiunte altre tre categorie (Sassisti, Melàt e Gigiàt) con tre fasce di grado differente (5-6a, 6b-6c, 7a-7b), la cui classifica viene gestita tramite video (denominati "Zlag") in autocertificazione tramite l'App "Vertical Life".

## Albo d'oro
| Edizione | Data                 | Uomini                                           | Donne                                                                                          |
| -------- | -------------------- | ------------------------------------------------ | ---------------------------------------------------------------------------------------------- |
| 2004     | 8 - 9 maggio         | Chris Sharma                                     | Stefania De Grandi                                                                             |
| 2005     | 7 - 8 maggio         | Anthony Lamiche                                  | Giulia Giammarco                                                                               |
| 2006     | 6 - 7 maggio         | Mauro Calibani Anthony Lamiche                   | Barbara Zangerl                                                                                |
| 2007     | 5 - 6 maggio         | Mauro Calibani                                   | Stefania De Grandi Anita Manachino                                                             |
| 2008     | 8 - 11 maggio        | Adam Ondra                                       | Barbara Zangerl                                                                                |
| 2009     | 7 - 10 maggio        | Adam Ondra                                       | Yulia Abramchuk Olga Bibik Alexandra Balakireva Anna Gallyamova Chloé Graftiaux Silvie Rajfová |
| 2010     | 6 - 9 maggio         | Adam Ondra                                       | Chloé Graftiaux                                                                                |
| 2011     | 5 - 8 maggio         | Adam Ondra Gabriele Moroni                       | Barbara Zangerl                                                                                |
| 2012     | 3 - 6 maggio         | Michele Caminati Anthony Gullsten Alexey Rubtsov | Shauna Coxsey                                                                                  |
| 2013     | 26 aprile - 5 maggio | Stefano Ghisolfi                                 | Barbara Zangerl                                                                                |
| 2014     | 1 maggio - 4 maggio  | Sachi Amma                                       | Mélissa Le Nevé                                                                                |
| 2015     | 30 aprile - 3 maggio | Adam Ondra                                       | Janja Garnbret                                                                                 |
| 2016     | 5 maggio - 8 maggio  | Stefano Ghisolfi                                 | Jenny Lavarda                                                                                  |
| 2023     | 6 maggio - 7 maggio  |                                                  |                                                                                                |